# Liolaemus pachecoi
Liolaemus pachecoi — вид ігуаноподібних ящірок родини Liolaemidae. Мешкає в Болівії і Чилі.

## Поширення і екологія
Liolaemus pachecoi мешкають в Андах на території болівійського департаменту Потосі та чилійських регіонів Антофагаста і Тарапака. Вони живуть на сухих високогірних солончакових пустищах, місцями порослих чагарниками, серед каміння. Зустрічаються на висоті від 3800 до 4500 м над рівнем моря, переважно на висоті понад 4000 м над рівнем моря.